# Roberta Brunet
Roberta Brunet (pron. fr. AFI: [bʁyne]) (Aosta, 20 maggio 1965) è un'ex mezzofondista italiana.

## Biografia
Originaria di Gressan, è medaglia di bronzo nei 5000 metri piani ai Giochi olimpici di Atlanta 1996.

## Record nazionali
Seniores
- 2000 metri piani: 5'32"83 ( Torino, 14 settembre 1996)[2]
- 3000 metri piani: 8'35"65 ( Monaco, 16 agosto 1997)[2]

## Progressione

### 1500 metri piani
| Stagione | Tempo   | Luogo     | Data      | Rank. Mond. |
| -------- | ------- | --------- | --------- | ----------- |
| 1996     | 4'08"65 | Grosseto  | 11-9-1996 | 48ª         |
| 1993     | 4'10"10 | Rieti     | 5-9-1993  |             |
| 1990     | 4'03"01 | Berlino   | 4-7-1990  | 4ª          |
| 1989     | 4'15"73 | Catania   | 20-6-1989 |             |
| 1988     | 4'08"92 | Berlino   | 29-6-1988 | 67ª         |
| 1986     | 4'15"76 | Stoccarda | 29-8-1986 |             |
| 1984     | 4'18"19 | Rieti     | 2-9-1984  | 81ª         |
| 1983     | 4'19"13 | Schwechat | 27-8-1983 |             |

### 2000 metri piani
| Stagione | Tempo   | Luogo   | Data      | Rank. Mond. |
| -------- | ------- | ------- | --------- | ----------- |
| 1996     | 5'32"83 | Torino  | 14-9-1996 | 1ª          |
| 1986     | 5'50"32 | Firenze | 28-5-1986 |             |

### 3000 metri piani
| Stagione | Tempo   | Luogo      | Data      | Rank. Mond. |
| -------- | ------- | ---------- | --------- | ----------- |
| 2000     | 8'52"60 | Monaco     | 18-8-2000 | 47ª         |
| 1997     | 8'35"65 | Monaco     | 16-8-1997 | 3ª          |
| 1996     | 8'36"12 | Monaco     | 10-8-1996 | 3ª          |
| 1994     | 8'49"62 | Roma       | 8-6-1994  | 17ª         |
| 1993     | 8'55"91 | Roma       | 9-6-1993  |             |
| 1992     | 8'44"21 | Barcellona | 31-7-1992 | 16ª         |
| 1991     | 8'42"64 | Tokyo      | 26-8-1991 | 11ª         |
| 1990     | 8'46"19 | Spalato    | 29-8-1990 | 9ª          |
| 1989     | 8'58"19 | Pescara    | 19-7-1989 |             |
| 1988     | 8'47"66 | Rieti      | 31-8-1988 | 31ª         |
| 1984     | 9'17"41 | Roma       | 31-8-1984 | 76ª         |

## Palmarès
| Anno | Manifestazione          | Sede       | Evento       | Risultato | Prestazione | Note              |
| ---- | ----------------------- | ---------- | ------------ | --------- | ----------- | ----------------- |
| 1983 | Europei U20             | Schwechat  | 1500 m piani | 7ª        | 4'19"13     |                   |
| 1986 | Europei                 | Stoccarda  | 1500 m piani | Batteria  | 4'15"76     |                   |
| 1988 | Giochi olimpici         | Seul       | 3000 m piani | Batteria  | 8'53"04     |                   |
| 1990 | Europei                 | Spalato    | 3000 m piani | Bronzo    | 8'46"19     |                   |
| 1991 | Giochi del Mediterraneo | Atene      | 3000 m piani | Oro       | 8'45"68     | Record dei Giochi |
| 1991 | Mondiali                | Tokyo      | 3000 m piani | 6ª        | 8'42"64     |                   |
| 1992 | Giochi olimpici         | Barcellona | 3000 m piani | 10ª       | 9'01"26     |                   |
| 1993 | Mondiali                | Stoccarda  | 3000 m piani | Batteria  | 8'57"46     |                   |
| 1994 | Europei                 | Helsinki   | 3000 m piani | 10ª       | 8'50"76     |                   |
| 1996 | Europei indoor          | Stoccolma  | 3000 m piani | 7ª        | 8'57"66     |                   |
| 1996 | Giochi olimpici         | Atlanta    | 5000 m piani | Bronzo    | 15'07"52    | [ 3 ]             |
| 1997 | Giochi del Mediterraneo | Bari       | 5000 m piani | Oro       | 15'00"69    | Record dei Giochi |
| 1997 | Mondiali                | Atene      | 5000 m piani | Argento   | 14'58"29    |                   |
| 2000 | Giochi olimpici         | Sydney     | 5000 m piani | Batteria  | 15'27"32    |                   |

## Campionati nazionali
- 6 volte campionessa nazionale assoluta dei 3000 m piani (1986, 1988, 1989, 1990, 1992, 1994)
- 2 volte campionessa nazionale assoluta dei 5000 m piani (1996, 2000)

## Altre competizioni internazionali
1989
- Argento al Golden Gala ( Pescara), 3000 m piani - 8'58"19

1992
- 4ª al Golden Gala ( Roma), 3000 m piani - 8'53"84

1994
- 10ª alla Grand Prix Final ( Parigi), 5000 m piani - 15'46"45
- Oro al Golden Gala ( Roma), 3000 m piani - 8'49"62
- 12ª alla Cinque Mulini ( San Vittore Olona)
- Oro al Cross della Vallagarina ( Villa Lagarina) - 16'14"

1996
- Oro alla Grand Prix Final ( Milano), 5000 m piani - 14'54"54
- Oro al Memorial Van Damme ( Bruxelles), 5000 m piani - 14'48"96
- Argento all'Herculis ( Monaco), 3000 m piani - 8'36"12

1997
- 6ª alla Grand Prix Final ( Fukuoka), 5000 m piani - 15'31"85
- 4ª al Memorial Van Damme ( Bruxelles), 5000 m piani - 14'47"31
- 5ª all'ISTAF Berlin ( Berlino), 5000 m piani - 15'03"87
- Oro all'Herculis ( Monaco), 3000 m piani - 8'35"65

2000
- 10ª all'Herculis ( Monaco), 3000 m piani - 8'52"60